# 广东省信访局
广东省信访局，是广东省人民政府主管信访工作的直属机构。

## 主要职责
广东省信访局的主要职责是：
1. 负责处理省内群众和境外人士给省委、省政府的来信，接待群众来访，群众网上信访；及时、准确地向省委、省政府领导反映来信、来访及网上信访中提出的重要建议、意见和问题；综合分析信访信息，开展调研研究，提出制定有关方针、政策的建议。
2. 承办省委、省政府领导交办的信访事项，督促检查领导有关批示件的落实情况；向市、县和部门交办信访事项，督促检查重要信访事项的处理和落实。
3. 协调处理跨地区、跨部门的重要信访问题；协调处理群众集体来穗、到京上访和异常、突发信访事件；检查、协调本省党、政、军等部门信访工作和市、县党、政机关的信访工作。
4. 指导信访业务工作；研究、起草有关信访工作的政策、法规草案；总结推广各地区、各部门信访工作的经验，提出改进和加强信访工作的意见和建议；负责信访工作的宣传和信息发布。
5. 了解并掌握信访工作队伍建设情况，组织信访干部的培训；指导信访部门办公自动化建设。
6. 承办人大代表、政协委员向省领导直接反映情况的工作。七、承办省委、省政府和国家信访局交办的其他事项。

## 下设机构
1. 办公室。负责机关文秘、机要、档案、保密、信息和办公自动化以及后勤、社区联络、接待等工作；协助局领导处理机关日常事务；承办省领导有关信访方面的批办事项。
2. 督查处。负责中央、省领导和中央、国家机关交办的信访事项督查催办工作；调查、协调、处理重要信访案件。
3. 调研处。综合分析信访动态和信息，开展信访工作调研；组织起草有关文件和法规；组织信访干部的培训和经验交流；编辑有关信访资料；负责国家信访局《人民信访》联络站的有关工作。
4. 办信处。办理省内群众和境外人士给省委、省政府领导以及省委办公厅、省政府办公厅的来信；反映群众来信的重要信息；向各市、县和部门通报来信情况；办理有关信访事项。来访接待处。接待国内群众和境外人士的来访；反映群众来访中的重要情况。
5. 网上信访办理处。向省委、省政府及相关部门反映群众有关的意见建议和网上信访的动态信息；受理、办理公民、法人或其他组织通过省委、省政府以及省信访局等信访网站反映的诉求及意见或建议；跟踪了解各市、县和部门网上信访事项的办理情况，促进问题的解决；管理省信访信息系统和有关信访网站等。
6. 复查复核处。接收、审查、承办信访人向省人民政府提出的信访复查、复核申请；对全省信访复查复核工作进行指导、检查，提出改进工作、完善工作制度的建议；承担信访事项依法终结工作；承担省信访事项复查复核委员会的日常工作。